# هيلين مار هيرد
هيلين مار هيرد (بالإنجليزية: Helen Marr Hurd)‏ (2 فبراير 1839، هارموني في الولايات المتحدة - 4 مايو 1909 في الولايات المتحدة)؛ كاتِبة وشاعرة أمريكية.